# Robbinston
Robbinston és una població dels Estats Units a l'estat de Maine (EUA). Segons el cens del 2000 tenia 525 habitants.

## Demografia
Segons el cens del 2000, Robbinston tenia 525 habitants, 201 habitatges, i 157 famílies. La densitat de població era de 7,2 habitants/km².
Dels 201 habitatges en un 32,3% hi vivien nens de menys de 18 anys, en un 64,7% hi vivien parelles casades, en un 6% dones solteres, i en un 21,4% no eren unitats familiars. En el 15,9% dels habitatges hi vivien persones soles el 10,9% de les quals corresponia a persones de 65 anys o més que vivien soles. El nombre mitjà de persones vivint en cada habitatge era de 2,61 i el nombre mitjà de persones que vivien en cada família era de 2,88.
Per edats la població es repartia de la següent manera: un 24,8% tenia menys de 18 anys, un 6,9% entre 18 i 24, un 25,9% entre 25 i 44, un 24% de 45 a 60 i un 18,5% 65 anys o més.
L'edat mediana era de 41 anys. Per cada 100 dones de 18 o més anys hi havia 109 homes.
La renda mediana per habitatge era de 33.250 $ i la renda mediana per família de 36.346 $. Els homes tenien una renda mediana de 31.389 $ mentre que les dones 26.250 $. La renda per capita de la població era de 14.801 $. Entorn del 6,4% de les famílies i el 12,3% de la població estaven per davall del llindar de pobresa.